# Marcgravia waferi
Marcgravia waferi là một loài thực vật có hoa trong họ Marcgraviaceae. Loài này được Standl. mô tả khoa học đầu tiên năm 1937.